# Próba Bernsteina
Próba Bernsteina – diagnostyczny test prowokacyjny służący do potwierdzenia przełykowego pochodzenia atypowego bólu odczuwanego w klatce piersiowej. Próba służy ocenie wrażliwości błony śluzowej przełyku na bodziec chemiczny, którym jest podanie roztworu kwasu solnego do przełyku przez zgłębnik. Może być wykorzystywana w diagnostyce choroby refluksowej przełyku.
Test został po raz pierwszy opisany przez L.M. Bernsteina i L.A. Bakera w 1958 roku.

## Sposób wykonania i interpretacja
Pacjent przebywa w pozycji siedzącej. Do przełyku zakłada się zgłębnik, którego koniec umieszcza się w odległości 10–15 cm od dolnego zwieracza przełyku. Przez zgłębnik podaje się następnie po kolei sól fizjologiczną i 0,1 molowy roztwór kwasu solnego. Każdy roztwór jest podawany przez 30 minut z prędkością 6–8 ml/min (według innego źródła przez 5–15 minut, w tempie 100–120 kropli na minutę). Na początku wykonuje się wlew soli fizjologicznej. Wystąpienie bólu w tym momencie prowadzi do rozpoznania niespecyficznego nadmiernego odczuwania bólu (niespecyficzna hyperalgezja). Następnie podaje się roztwór kwasu solnego. Pojawienie się bólu w tej fazie świadczy o dolegliwościach pochodzenia przełykowego indukowanych kwasem. Jeżeli ból w tym okresie się nie pojawi, wynik testu jest prawidłowy.
Podanie roztworu kwasu solnego do przełyku w czasie próby może wywołać ból wieńcowy albo objawy skurczu oskrzeli. Jednocześnie z próbą Bernsteina można prowadzić monitorowanie EKG i saturacji hemoglobiny. Pozwala to na określenie związku między pojawieniem się kwasu w dalszej części przełyku a objawami ze strony serca i oskrzeli.

## Znaczenie próby
Badanie ma obecnie niewielkie znaczenie ze względu na niższą jego czułość od nowszych metod oceny kwaśnego refluksu żołądkowo-przełykowego. Czułość próby wynosi 7–27%, natomiast swoistość 83–94%. Według innego źródła czułość w chorobie refluksowej przełyku wynosi 78%, natomiast swoistość 84%. Próbę Bernsteina wykonuje się obecnie głównie w ramach badań klinicznych. Zaletą testu jest to, że jego przeprowadzenie nie wymaga użycia skomplikowanego sprzętu i dużych nakładów finansowych. Może być opcją diagnostyczną w ośrodkach niedysponujących pH-metrią.